# Yoon Bong-Gil

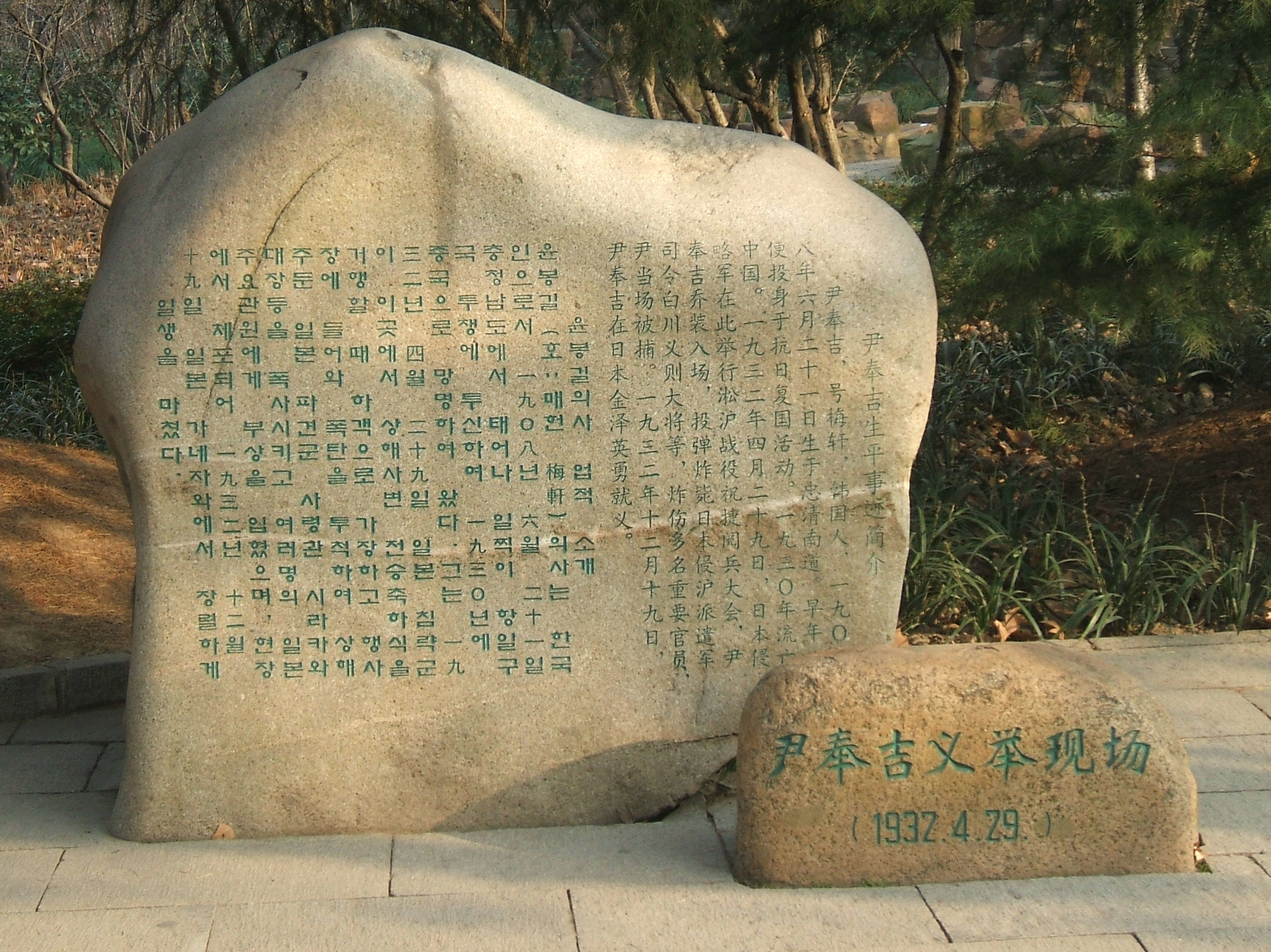
Monumento a Yoon Bong-Gil no Parque Hongkou, Xangai.

Yoon Bong-Gil (21 de junho de 1908, Yesan, Coreia – 19 de dezembro de 1932, Kanazawa, Japão) foi um ativista em favor da independência da Coreia que lutou contra o Japão durante a ocupação de seu país (1910–1945).
Em 1932, foi o autor de um atentado a bomba que matou vários dignitários japoneses no Parque Hongkew de Xangai (atualmente, denominado como: Parque Lu Xun).
Em 1962, foi condecorado, postumamente, com a Medalha da Ordem do Mérito da Fundação Nacional da Coreia do Sul.

## Biografia
Nasceu, em junho de 1908, no Condado de Yesan, pouco antes da Coreia se tornar um protetorado do Japão, em 22 de agosto de 1910, nos termos do Tratado de Anexação Japão-Coreia.
Em 1918, ele se matriculou em uma escola, mas, no ano seguinte, a deixou, pois se recusava a receber uma educação colonial. Depois passou a estudar em uma escola de aldeia que ensinava coreano e chinês.
Em 1926, tornou-se um ativista da independência, iniciando aulas noturnas em sua cidade natal para ajudar a educar as pessoas das comunidades rurais. Aos 20 anos, organizou um clube de leitura e publicou vários panfletos.
Em 1928, integrou-se a diversos movimentos sociais rurais, conhecidos como "sociedades de esclarecimento e leitura dos camponeses" e escreveu um livro cujo título pode ser traduzido como: "Fazendeiros Leitores", que foi usado em aulas noturnas para alfabetizar jovens adultos pobres que não podiam frequentar a escola nas áreas rurais.
Depois, fundou um grupo chamado "Revigoramento", para promover o renascimento das aldeias agrícolas; e organizou um festival cultural rural, no qual executou um esquete intitulado como: "O Coelho e a Raposa".
Toda essa atividade, chamou a atenção de Tokubetsu Kōtō Keisatsu, a polícia secreta japonesa na Coreia encarregada de investigar pessoas e grupos políticos que poderiam ameaçar o Império do Japão.
Apesar disso, continuou suas atividades e foi nomeado como presidente de uma Associação de Agricultores.
Depois, criou clubes esportivos rurais, pois acreditava que o desenvolvimento rural e o espírito de independência nacional poderiam ser alcançados tendo o corpo e a mente saudáveis.
No início da década de 1930, depois de ser brevemente detido e enviado para a prisão, fugiu para a Manchúria. Em uma carta, ele escreveu: "Não voltarei para casa vivo com a crença de que devo morrer por meu país e fazer algo grande". Na China, ele conheceu outros ativistas, tais como: Kim Tae-sik e Han Il-jin do movimento de independência coreano.
No início, ele tentou se juntar a um exército que lutasse pela independência, mas, naquela época, as forças que lutavam pela independência da Coreia situadas na Manchúria estavam divididas em vários ramos e, desse modo, praticamente inoperantes. Nesse contexto, decidiu ir para Xangai, onde estavam os integrantes do Governo Provisório da República da Coréia.
Em agosto de 1931, ele chegou a Xangai e ficou na casa de An Jung-geun.

## Atentado em Xangai
Em 29 de abril de 1932, ele executou um atentado no Parque Hongku, Xangai, usando uma bomba disfarçada de cantil durante um evento no qual o exército japonês celebrava o aniversário do Imperador Hirohito. A explosão matou Yoshinori Shirakawa, um general do Exército Imperial Japonês, e Kawabata Sadaji (河端貞次), um chanceler do governo dos residentes japoneses em Xangai. Também feriu seriamente Kenkichi Ueda, o comandante da 9ª Divisão do Exército Imperial Japonês, Kuramatsu Murai (村井倉松), o Cônsul-Geral japonês em Xangai, e Shigemitsu Mamoru, o enviado japonês em Xangai.
Yoon foi preso na cena do crime e julgado por uma corte militar japonesa em Xangai em 25 de maio. Ele foi transferido para uma prisão em Osaka em 18 de novembro e executado em Kanazawa em 19 de dezembro. Seus restos foram queimados no cemitério de Nodayama.
Chiang Kai-shek disse que "um jovem patriota coreano realizou algo que dezenas de milhares de soldados chineses não conseguiram".

## Consequências
Em maio de 1946, seus restos foram escavados por residentes coreanos no Japão, transferidos para Seul e receberam ritos de funeral. Ele, então, foi novamente cremado no Cemitério Nacional Coreano. Em 1962, o governo da Segunda República da Coreia do Sul louvou o seu ataque a bomba e concedeu o título póstumo do Cordão da República da Coreia (Grande Cordão) da Ordem do Mérito da Liberação a ele.